# Бергман-Поль, Сабина
Саби́на Бе́ргман-Поль (нем. Sabine Bergmann-Pohl, фамилия при рождении — Шульц (Schulz); род. 20 апреля 1946[…], Эйзенах, Германия) — немецкий политик, последний председатель Народной палаты ГДР (5 апреля—2 октября 1990 года), депутат Бундестага четырёх созывов  от партии ХДС (1990—2002).

## Биография
Родилась в семье врача. В 1972 году окончила Берлинский университет имени Гумбольдта по специальности «Врач-пульмонолог». Работала врачом по лёгочным заболеваниям. В 1980 году получила учёную степень доктора медицинских наук. С 1980 по 1990 год — заведующая поликлиническим отделением лёгочных болезней и туберкулёза в Фридрихсхайне. С 1985—1990 — медицинский директор районного отделения в Восточном Берлине.  В 1981 году вступила в восточногерманский Христианско-демократический союз.
После ноябрьских событий 1989 года на свободных парламентских выборах в ГДР в марте 1990 года от партии ХДС избрана депутатом и 5 апреля 1990 года председателем Народной палаты ГДР. После упразднения Государственного совета ГДР 20 августа 1990 года пленум Народной палаты ГДР под председательством Сабины Бергманн-Поль принял решение о присоединении ГДР к ФРГ.
После объединения Германии занимала пост министра по особым поручениям ФРГ в правительстве Гельмута Коля в 1990 и 1991 году, затем должность парламентского секретаря министерства здравоохранения ФРГ (1991—1998). Избиралась депутатом Бундестага четырёх созывов (1990—2002). С 2003 года является вице-президентом Немецкого Красного Креста.
В 2012 году присвоено звание «Почётный гражданин Берлина».
Замужем, двое детей.